# Antti Peippo
Antti Peippo (10 de septiembre de 1934 – 29 de junio de 1989) fue un director, productor, guionista y actor cinematográfico finlandés.

## Biografía
Su nombre completo era Antti Eerikki Peippo, y nació en Lahti, Finlandia. Antti Peippo inició estudios de pintura a los 16 años de edad en la Academia de Bellas Artes, continuando su formación a inicios de los años 1950 en París. A comienzos de la siguiente década estudió camarografía en la Universidad de Arte y Diseño de Helsinki, donde dio clases con posterioridad. 
Peippo se hizo conocido fundamentalmente por su trabajo como director de fotografía en las producciones dirigidas por Risto Jarva, a excepción de Yö vai päivä (1962). Tras fallecer Jarva, el cineasta siguió trabajando como director de fotografía en diferentes cintas rodadas por la productora de Jarva, Filminor. Peippo dirigió un único largometraje, Ihmemies (1979), primera película de Filminor tras la muerte de Risto Jarva.   
La carrera de Peippon se prolongó hasta finales de los años 1980 como director de fotografía y realizador de cortometrajes y producciones documentales. Igualmente fue actor en un pequeño número de películas. Su cortometraje Viapori – Suomenlinna recibió un Premio Jussi en 1972. En el Festival de Cine de Tampere de 1989 fue premiada su cinta Sijainen. Además, recibió el Premio Estatal de Cinematografía (Elokuvataiteen valtionpalkinto) en los años 1972, 1973 y 1981.
Antti Peippo falleció en Helsinki, Finlandia, en el año 1989.

## Filmografía

### Director
- 1972 : Viapori – Suomenlinna
- 1973 : Suomalainen pöydänkattaja
- 1975 : Leikkien mallit
- 1977 : Menneen ajan kuvat
- 1979 : Ihmemies
- 1979 : Graniittipoika
- 1981 : Seinien silmät
- 1983 : Sivullisena Suomessa
- 1984 : Kolme salaisuutta
- 1984 : Risto Jarva, työtoverini
- 1985 : Ateneumin joululehti
- 1985 : Nykytaiteen museo
- 1987 : Ratsastus Aasian halki
- 1987 : Hotelli Belvedere
- 1989 : Sijainen
- 1989 : Valtakunnan sydän

### Director de fotografía
- 1964 : X-Paroni
- 1965 : Onnenpeli
- 1965 : Asuminen ja luonto
- 1967 : Kaupungissa on tulevaisuus
- 1967 : Kansanvakuutus turvanamme
- 1968 : Nainen ja yhteiskunta
- 1969 : Ruusujen aika
- 1970 : Bensaa suonissa
- 1970 : Maaseudun tulevaisuus?
- 1972 : Kun taivas putoaa...
- 1974 : Yhden miehen sota
- 1975 : Mies, joka ei osannut sanoa ei
- 1976 : Loma
- 1977 : Jäniksen vuosi
- 1978 : Vartioitu kylä 1944
- 1983 : Menestyksen maku